# Ієгуда Ар'є Клаузнер
Клаузнер Ієгуда Ар'є (івр. יהודה אריה קלוזנר, англ. Yehuda Arieh Klausner, уроджений Лев Зуселевич Клаузнер, 12 червня 1910, Одеса — жовтень 1970, Єрусалим) — літературознавець і літературний критик. Батько Амоса Оза.

## Біографія
Ієгуда Ар′є Клаузнер народився влітку 1910 року в місті Одесі на південному заході Російської імперії (Україна) у родині Зуселя Хацкелевича Клаузнера та Фрейди Залмановни Левіної (1887—?). Племінник відомого єврейського історика й літературознавця Йосипа Клаузнера. Майбутній вчений мав старшого брата Давида (1908).  
1921 року юного Ієгуду відправили навчатись у Вільно. Після закінчення єврейської гімназії він вступив до Віленського університету.  
1933 року Ієгуда Ар′є Клаузнер емігрував до Ерец-Ісраель (Ізраїль). 
З 1936 року розпочалася його праця в Національно-університетській бібліотеці Ізраїлю бібліографом. 
У кінці 1930-их років Ієгуда Ар′є Клаузнер написав багато статей і літературних нотатків, які згодом було скомпоновано в книги. 
1942 року закінчив магістратуру з порівняльної літератури в Єврейському університеті (Єрусалим). 
У 1950-ті роки для проведення своїх подальших наукових досліджень переїхав до Лондона. Продовжив навчання у Школі східних і африканських досліджень (SOAS) Лондонського університету, а 1958 року захистив дисертацію присвячену творчості єврейського письменника Іцхаку Лейбушу Перецу. 

## Особисте життя
1939 року в родині Ієгуда Ар′є Клаузнера народився син — майбутній письменник і журналіст Амос Оз. 1952 року його дружина Фанія Мусман (емігрантка з Рівного) вчинила самогубство. Пізніше він знов одружився та мав ще двох дітей Марганіту й Давида. 
Ієгуда Ар′є Клаузнер помер 1970 року в Єрусалимі, у віці 60 років. 